# 臺灣軍參謀長
臺灣軍參謀長，前身為臺灣總督府陸軍部參謀長，從大正8年（1919年）8月20日改稱至昭和19年（1944年）廢除為止，共17任。
- 曾田孝一郎：1919年8月 – 1921年2月
- 佐藤小次郎：1921年2月 – 1924年2月
- 渡邊金造：1924年2月 – 1927年7月
- 佐藤子之助：1927年7月 – 1930年4月
- 小杉武司：1930年4月 – 1932年4月
- 清水喜重：1932年4月 – 1933年3月
- 大塚堅之助：1933年3月 – 1934年1月
- 桑木崇明：1934年1月 – 1935年8月
- 荻洲立兵：1935年8月 – 1937年3月
- 秦雅尚：1937年3月 – 1938年2月
- 田中久一：1938年2月 – 1938年10月
- 大津和郎：1938年10月 – 1940年3月
- 上村幹男：1940年3月 – 1941年3月
- 和知鷹二：1941年3月 – 1942年2月
- 樋口敬七郎：1942年2月 – 1943年10月
- 近藤新八：1943年10月 – 1944年7月
- 諫山春樹：1944年7月 – 1944年9月

1944年9月22日改稱“第十方面軍參謀長”
- 諫山春樹：1944年9月

## 外部連結
- 臺灣軍司令部, 國立臺灣圖書館
- 原臺灣軍司令部[永久], 臺北市文化局
- 原臺灣軍司令官官邸, 臺北市文化局